# Article 6 de la Convention européenne des droits de l'homme
L'article 6 de la Convention européenne des droits de l'homme garantit certains droits au bénéfice des parties à un procès (art. 6§1). Ces droits sont particulièrement renforcés en matière pénale, au sens de la Convention (art. 6§2 et §3).

## Texte
« 1. Toute personne a droit à ce que sa cause soit entendue équitablement, publiquement et dans un délai raisonnable, par un tribunal indépendant et impartial, établi par la loi, qui décidera, soit des contestations sur ses droits et obligations de caractère civil, soit du bien-fondé de toute accusation en matière pénale dirigée contre elle. Le jugement doit être rendu publiquement, mais l'accès de la salle d'audience peut être interdit à la presse et au public pendant la totalité ou une partie du procès dans l'intérêt de la moralité, de l'ordre public ou de la sécurité nationale dans une société démocratique, lorsque les intérêts des mineurs ou la protection de la vie privée des parties au procès l'exigent, ou dans la mesure jugée strictement nécessaire par le tribunal, lorsque dans des circonstances spéciales la publicité serait de nature à porter atteinte aux intérêts de la justice.
2. Toute personne accusée d'une infraction est présumée innocente jusqu'à ce que sa culpabilité ait été légalement établie.
3. Tout accusé a droit notamment à :
a. être informé, dans le plus court délai, dans une langue qu'il comprend et d'une manière détaillée, de la nature et de la cause de l'accusation portée contre lui;
b. disposer du temps et des facilités nécessaires à la préparation de sa défense;
c. se défendre lui-même ou avoir l'assistance d'un défenseur de son choix et, s'il n'a pas les moyens de rémunérer un défenseur, pouvoir être assisté gratuitement par un avocat d'office, lorsque les intérêts de la justice l'exigent;
d. interroger ou faire interroger les témoins à charge et obtenir la convocation et l'interrogation des témoins à décharge dans les mêmes conditions que les témoins à charge;
e. se faire assister gratuitement d'un interprète, s'il ne comprend pas ou ne parle pas la langue employée à l'audience. »

— Article 6 - Droit à un procès équitable

## Garanties

### Garanties générales

#### Droit au juge
« Toute personne a droit à ce que sa cause soit entendue ».

#### Droit à une justice de qualité
« Tribunal indépendant et impartial ».

### Garanties spéciales applicables en matière pénale

#### Droit à la présomption d'innocence
Il s'agit d'un droit subjectif, en vertu duquel une personne poursuivie ne doit pas être présentée publiquement comme coupable.

## Jurisprudence

### Le respect de la présomption d'innocence s'impose à tous
- 10 février 1995 et 7 août 1996, Allenet de Ribemont c. France : la Cour rappelle avec netteté les pouvoirs publics à leurs devoirs de réserve devant l'action judiciaire en condamnant la France pour violation de l'article 6 : toute personne accusée d'une infraction est présumée innocente jusqu'à ce que sa culpabilité ait été légalement établie. Michel Poniatowski, ministre français de l’Intérieur, immédiatement après l’assassinat du Prince Jean de Broglie, a publiquement dénoncé comme instigateur de l'assassinat un homme qui a finalement fait condamner la France à Strasbourg pour « atteinte à la présomption d'innocence », obtenant une indemnisation de plus de deux millions de francs français. Aucun tribunal français ne suit Michel Poniatowski en condamnant ce « coupable » désigné par avance. La Cour souligne que les prescriptions de l'article 6 de la Convention européenne des droits de l’homme garantissant la présomption d'innocence s'appliquent à tous les niveaux d'intervention de l'autorité publique.

### L'égalité des armes devant les tribunaux, quels qu'ils soient, doit être assurée
- 18 mars 1997, Foucher c. France : le refus d'accès au dossier pénal est une violation du droit à l'égalité des armes. Poursuivi pour une contravention alléguée, le requérant s'est défendu seul et n'a pu accéder aux procès-verbaux constituant le dossier.
- 2001, Kress c. France : le Commissaire du gouvernement de la juridiction administrative française (CE) ne doit pas participer au délibéré. De plus, une note en délibéré peut être soumise par les parties après le prononcé de ses conclusions. Cet arrêt est confirmé le 12 avril 2006 par Martinie c. France. La solution est étendue à la Cour des comptes française, qui, malgré ses spécificités, est qualifiée de juridiction et peut se voir appliquer les principes du procès équitable. Avec les arrêts Borgers (1991) et Delcourt (1970) est mise en évidence la reconnaissance par la CEDH de la théorie des apparences appliquée au droit processuel.
- 26 juillet 2002, Meftah c. France (arrêt de Grande Chambre) : la Cour juge que, faute d’avoir offert au requérant un examen équitable de sa cause devant la Cour de cassation dans le cadre d’un procès contradictoire, en assurant la communication du sens des conclusions de l’avocat général et en permettant d’y répondre par écrit, il y a eu, en l’espèce, violation de l’article 6, paragraphe 1.

### Les audiences des tribunaux doivent être publiques
- 23 juin 1981, Le Compte, Van Leuven et De Meyere c. Belgique⁣ : l'exigence de la publicité exclut que seule la procédure devant la Cour de cassation, laquelle ne connaît pas du fond de l'affaire, soit publique, alors que la procédure n'était pas publique devant les juridictions du fond. Le texte complet de l'arrêt.
- 24 mars 2005 Osinger c. Autriche⁣ : l’affaire concerne une procédure engagée pour déterminer qui devait hériter d’une ferme qui avait appartenu au frère du requérant. La procédure de succession s’est déroulée sans aucune audience publique, au mépris de l’article 6, paragraphe 1. Communiqué du Greffier.

### Les décisions des tribunaux doivent être exécutées
- 18 novembre 2004 Qufaj Co.Sh.P.K. c.Albanie⁣ : une société albanaise obtient en appel une somme en réparation d’un préjudice. L'arrêt devient définitif et exécutoire. La société n'arrive pas à faire appliquer ce jugement. Saisie, la Cour constitutionnelle albanaise déclare que l’exécution de décisions judiciaires ne relève pas de sa compétence. La Cour européenne des Droits de l’Homme juge que l’inexécution par les autorités albanaises d’une décision définitive est une violation de l’article 6, paragraphe 1 (droit à un procès équitable) de la Convention européenne des droits de l’homme.

Un jugement ou un arrêt, de quelque juridiction que ce soit, doit être considérée comme faisant partie intégrante du procès, au sens de l'article 6 de la Convention européenne des droits de l'Homme (CEDH, 26 septembre 1996, Di Pede C/Italie; Zappia C/Italie, Recueil des arrêts et décisions).
La Cour rappelle notamment (CEDH, 19 mars 1997, Hornsby C/Grèce, n° 107/1995/613/701) que l'exécution de la décision rendue fait partie des composantes du « procès équitable », garanti par l'article 6 paragraphe 1 de la Convention.

### Les tribunaux doivent être indépendants
- 28/07/1984, Campbell c. R-U, 4 critères d'indépendance du juge sont énoncés : son mode de désignation, la durée des mandats, l'existence de garanties contre les pressions extérieures et une apparence d'indépendance.
- 29 juin 1990, GISTI : le procédé de renvoi au ministre des Affaires étrangères pour déterminer le contenu d'interprétation d'un traité est contestable au regard de l'article 6 de la Convention européenne des droits de l'homme (conclusions du rapporteur public Abraham, adoptées par l'Assemblée du contentieux du Conseil d'Etat).
- 24 novembre 1994, Beaumartin c. France⁣ : n'est pas indépendante la juridiction qui, au lieu d'interpréter elle-même un accord international, s'en remet à l'avis du ministre des Affaires étrangères.

### Obligation de rendre la justice dans un délai raisonnable
- Elle revient régulièrement dans la jurisprudence de la Cour. Par exemple, dans les arrêts Pelissier c. France (1999) et Kudla c. Pologne (2005).

### Le formalisme ne doit pas empêcher l'accès à la justice
Le simple fait de pouvoir ester devant un tribunal n'est pas suffisant : si le juge écarte des demandes par excès de formalisme, l'accès à la justice n'est pas garanti — Sotiris et Nikos Koutras ATTEE c. Grèce (2000), RTBF c. Belgique (2011).

### Autres jurisprudences
- 12 juin 2003 Van Kück c. Allemagne : violation du droit à un procès équitable (article 6 § 1) et du droit au respect de la vie privée (article 8) par la justice allemande qui a exigé d'une transsexuelle[2] opérée de prouver la « nécessité médicale » de l'opération de conversion sur elle pratiquée pour être en droit d’obtenir le remboursement intégral du traitement par son assureur privé. La Cour a également estimé que la question de savoir si la requérante avait délibérément causé son état de transsexualité n'avait pas été appréciée de manière appropriée par les tribunaux[3].

- 27 novembre 2008 Arrêt Salduz c. Turquie : condamnation de la Turquie pour ne pas avoir accordé un avocat à un mineur lors d'une garde à vue[4],[5].